# Ali Kerim Bey
Ali Kerim Bey é uma personagem do livro e filme de Ian Fleming Moscou contra 007, aliado de James Bond em sua missão contra os agentes da organização internacional terrorista SPECTRE.

## Característica
Contato do MI-6 britânico em Istambul, na Turquia, Kerim Bey é um dos mais carismáticos aliados de Bond na série. Ex-integrante de um circo, ele comanda uma estação de espionagem. Usando a fachada de comerciante de tapetes, com a ajuda de seus filhos ele vigia as atividades de soviéticos e búlgaros no país.
A personagem, vivida no cinema pelo ator mexicano Pedro Armendariz, foi inspirada num amigo de Fleming da Universidade de Oxford, Nâzım Kalkavan.

## No filme
Kerim Bey trabalha em Istambul para a espionagem ocidental, sob a fachada de comerciante de tapetes. Ele é o contato de Bond na cidade, quando este chega para conseguir informações sobre a decodificadora Lektor e a deserção da agente russa Tatiana Romanova. Bey lhe mostra seu sistema de espionagem da embaixada soviética, feita por um periscópio instalado nos esgotos sob a embaixada e mais tarde sofre uma tentativa de assassinato, com a explosão de uma bomba em sua casa que Bond descobre ser obra do espião russo, Krilencu.
Mais tarde, numa festa num acampamento cigano, Bey sofre nova tentativa de assassinato quando homens de Krilencu invadem a festa atirando, mas são rechaçados por ele, seus amigos ciganos e Bond. Bey depois mata o agente russo com um rifle Sniper. No meio do filme, ele é morto por Red Grant, o assassino da SPECTRE enviado para matar James Bond.